# Paul Dassault
Pour les articles homonymes, voir Dassault.
Darius Paul Dassault né Darius Paul Bloch, né le 13 janvier 1882 à Paris et mort le 30 mai 1969 dans la même ville, est un général et résistant français, grand-croix de la Légion d'honneur, médaillé militaire. 
Sorti de l'École polytechnique en 1901, officier d'artillerie, il participe à la Première Guerre mondiale sur le front français puis à l'armée d'Orient. Il est cité six fois et fait chevalier de la Légion d'honneur en 1916. Après la bataille de France et la défaite en juin 1940, il entre dans la résistance en décembre 1941. Début 1944, il est nommé gouverneur militaire de Paris dans la clandestinité puis le 25 août, jour de la libération de Paris, il est nommé par le général de Gaulle, grand chancelier de l’ordre national de la Légion d’honneur, poste qu'il conserve jusqu'en 1954. Le 31 décembre 1947, il est général d'armée dans la 2e section. Il reprend ses travaux et ses ouvrages scientifiques sur la guerre chimique, la balistique aérienne et l'énergie atomique, ce qui lui vaut d'être élu à l'Académie des sciences en 1953. 
Il est le frère aîné de l'industriel Marcel Dassault.

## Biographie

### Famille
Darius Paul Bloch voit le jour le 13 janvier 1882, à Paris. Il est le fils du docteur Adolphe Bloch et de Noémie Allatini.

### Formation
Sorti de l'École polytechnique  en 1901, il devient capitaine écuyer à l’École militaire d’Artillerie de Fontainebleau en 1906. 

### Première Guerre mondiale
Il est mobilisé en août 1914 et sert dans plusieurs régiments d'artillerie lourde sur le front français. En février 1917, il est affecté à l'armée française d'Orient (front des Balkans) et sert à l’état-major du commandement de l’artillerie. Il revient en France en novembre 1917 et dirige l'instruction au centre d'organisation d'artillerie lourde de Troyes. En mai 1918, alors que des chars d’assaut apparaissent sur le champ de bataille en 1918, Darius Bloch demande et obtient le commandement d’un bataillon de chars. Il termine la guerre avec le grade de capitaine d’artillerie, cité six fois et fait chevalier de la Légion d'honneur.

### Entre-deux-guerres
Spécialiste d'armement, il devient en 1931 chef du cabinet technique du ministre de la Guerre André Maginot. Le 20 mars 1933, il devient le plus jeune général de brigade de l’armée française. En 1935, il est sous-chef de l'État-major général.  Il est promu général de division le 23 mars 1936 puis général de corps d'armée le 19 décembre 1938.

### Seconde Guerre mondiale
À la mobilisation en septembre 1939, il commande  le 5e corps d'armée.
En janvier 1940 il est commandant de la lutte antiaérienne (DCA) en France métropolitaine, puis, à partir d'octobre 1940, inspecteur des formations terrestres antiaériennes de métropole et d'Afrique du Nord, basé à Marseille. Il est mis à la retraite en janvier 1942.
Durant l'occupation allemande, il participe à la Résistance à partir de décembre 1941 sous le pseudonyme de Rapp et de Chardasso. Lors de la libération de Paris en août 1944, il est nommé le 20 août, gouverneur militaire de Paris puis, le 25 août, nommé grand chancelier de la Légion d'honneur par le général de Gaulle qui se souvient de l'appui qu'il avait donné à ses écrits sur les chars d'assaut. Il occupe cette fonction jusqu'en 1954. 
Il est élevé à la dignité de grand officier de la Légion d'honneur sous le nom de Bloch dit Dassault, le 17 mai 1945 puis fait grand-croix le 29 mai 1946

### Après-guerre
Il prend le nom de Dassault en souvenir de son pseudonyme dans la Résistance par les décrets parus au Journal officiel du 4 décembre 1946 et du 15 février 1949. Le 31 décembre 1947, il est promu général d'armée.
Tout en exerçant les fonctions de grand chancelier de la Légion d’honneur, le général Dassault préside et prend part aux travaux du Comité scientifique de la Défense nationale qu’il a été chargé de créer. 
Le 27 juin 1951, il est décoré de la médaille militaire, la plus haute distinction pour un général.
Il est également le représentant du ministère de la Défense nationale au Commissariat à l'énergie atomique, et devient membre de l’Académie des Sciences le 15 juin 1953.

### Dernières années
Il meurt le 30 mai 1969 et est inhumé à Paris au cimetière du Père-Lachaise.

## Décorations

### Décorations françaises
- Médaille militaire (27 juin 1951)
- Grand-croix de la Légion d'honneur (29 juin 1946)
  - Grand Officier le 17 mai 1945
  - Commandeur le 27 décembre 1934
  - Officier le 4 février 1921
  - Chevalier le 16 décembre 1916
- Croix de guerre 1914–1918 avec 3 palmes et 3 étoiles
- Croix de guerre 1939–1945, palme de bronze
- Médaille de la Résistance française avec rosette (24 avril 1946)[9]
- Commandeur de l'ordre du Mérite combattant (1954)[10]
- Médaille interalliée de la Victoire
- Médaille commémorative de la guerre 1914–1918

### Décorations étrangères
- Chevalier de l'ordre de Léopold (Belgique)
- Croix de guerre 1914-1918 (Belgique)
- Commandeur de l'Ordre Polonia Restituta avec étoile le 16 juillet 1946 (Pologne)[11]

### Sites Internet
- Bloch dit Dassault Paul (X1901), sur le site de la bibliothèque de l’École polytechnique.
- Bloch, Darius Paul (X 1901 ; 1882-1969), sur le site de la bibliothèque de l’École polytechnique.